# Chasseur de ballons

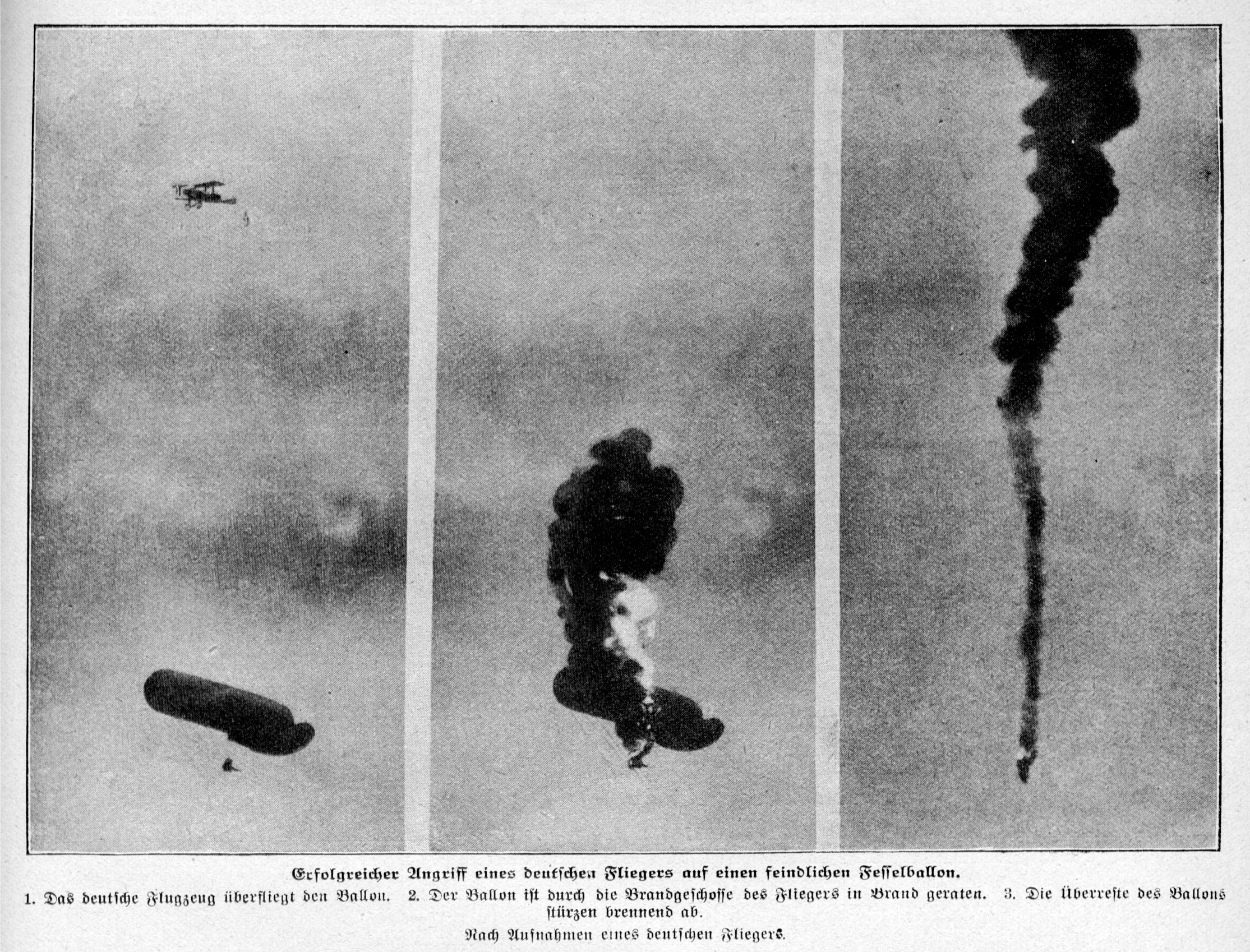
Un ballon d'observation abattu par un biplan allemand.

Les chasseurs de ballons ou, en anglais, les balloon-busters étaient des pilotes militaires connus pour la destruction de ballons d'observation ennemis lors de la Première Guerre Mondiale. Ces pilotes étaient réputés pour leur intrépidité car les ballons étaient des cibles stationnaires très lourdement défendues. 77 as de l'aviation de la Première Guerre mondiale ont été crédités pour la destruction de cinq ballons ou plus, et étaient donc surnommés chasseurs de ballons.
Un ballon d'observation était à la fois une cible vulnérable et précieuse : le ballon était amarré en position stationnaire et maintenu en altitude par de l'hydrogène inflammable, dont l'utilisation était rendue nécessaire par la rareté des réserves d'hélium parmi les puissances européennes. L'observateur d'artillerie, suspendu dans le panier en osier situé en dessous, disposait généralement d'un émetteur sans fil, de jumelles et/ou d'une caméra à longue portée. Son travail consistait à observer les actions sur la ligne de front et à l'arrière, à repérer les mouvements de troupes ennemies ou toute autre activité inhabituelle, et à déclencher des tirs d'artillerie sur toute cible notable.

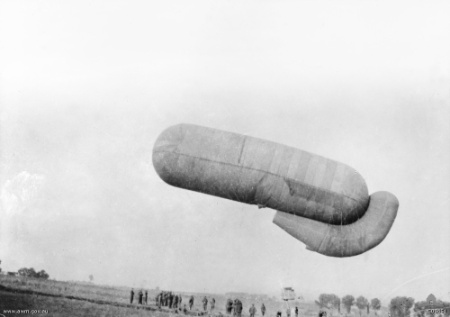
Ballon britannique typique des ballons d'observation de la première moitié de la Première Guerre mondiale.

Les observateurs en ballon étaient donc des cibles de grande importance pour les deux camps, en particulier avant toute action ou offensive de l'infanterie, de sorte que des pilotes de chasse ont fréquemment reçu l'ordre d'attaquer des ballons, de les détruire ou au moins de perturber leurs activités d'observation. Les pilotes des deux camps essayaient de les attaquer depuis une hauteur qui leur permettait de s'éloigner rapidement en cas d'explosion.
En raison de leur importance, les ballons étaient généralement bien défendus. Des positions de mitrailleuses et d'artillerie anti-aérienne au sol, tout d'abord, mais aussi des avions qui patrouillaient aux alentours. D'autres moyens de défense consistaient à entourer le ballon principal de ballons de barrage, à tendre des câbles dans l'air à proximité des ballons, à équiper les observateurs de mitrailleuses et à piéger les ballons avec des explosifs qui pouvaient être déclenchés à distance depuis le sol. Ces mesures faisaient des ballons des cibles très dangereuses à approcher.
Bien que les ballons aient été parfois abattus par des tirs d'armes légères, il était généralement difficile d'abattre un ballon avec des munitions classiques. Les balles ordinaires passaient relativement inoffensivement à travers le « sac » d'hydrogène, ne faisant que trouer le tissu. Les impacts sur la nacelle en osier de l'observateur pouvaient cependant tuer ce dernier.

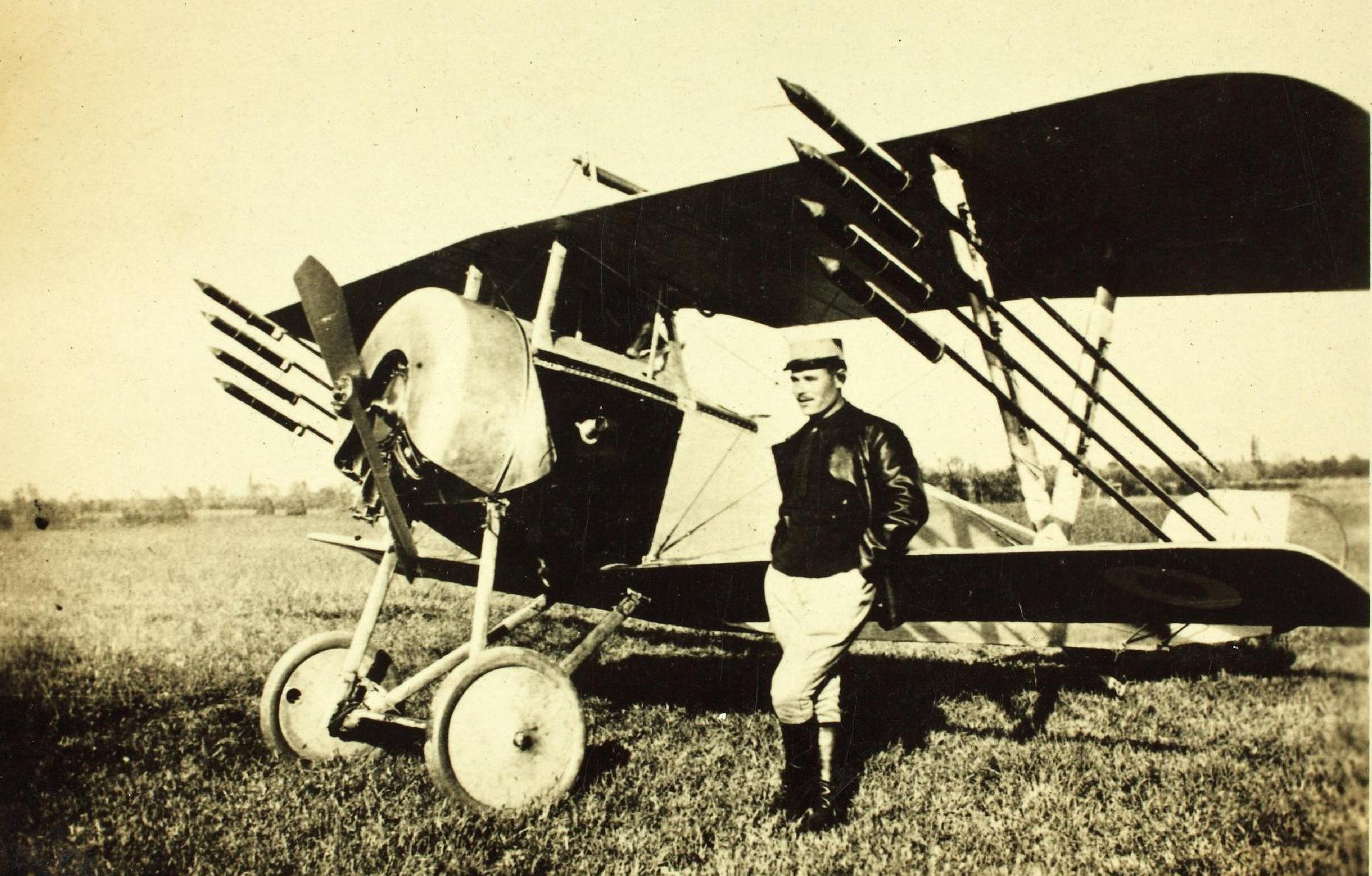
Un Nieuport 11 armé de fusées Le Prieur et d'une mitrailleuse Lewis au-dessus de l'aile.

L'une des méthodes employées était la fusée Le Prieur à combustible solide, inventée par le lieutenant français Yves Le Prieur et utilisée pour la première fois en avril 1916. Les fusées étaient fixées dans les montants des ailes d'un avion de chasse biplan et tirées à travers des tubes d'acier à l'aide d'une gâchette électrique. L'imprécision des fusées était telle que les pilotes devaient voler très près de leur cible avant de faire feu.
Ce n'est qu'avec l'arrivée sur le front occidental, en 1917, des munitions spéciales Pomeroy (des balles incendiaires) et des balles Buckingham à tête plate que l'attaque de ballons d'observation devint moins dangereuse. Les fusées Le Prieur furent retirées du service en 1918, une fois les balles incendiaires devenues massivement disponibles.